# Kekout
Kekout (ou Keket) est une déesse de la mythologie égyptienne faisant partie – en tant que parèdre du dieu Kekou – de l'Ogdoade d'Hermopolis. Comme Kekou, Keket incarne les ténèbres, l'obscurité primale. C'est la déesse de la nuit qui survient juste après le crépuscule.
On la représente sous la forme d'une femme à tête de serpent.
Le Dr Brugsch compare le couple « Kekou et Kekout » au dieu grec Érèbe.